# Дьяррассуба, Салифу
Салифу́ Дьяррассуба́ (фр. Salifou Diarrassouba; 20 декабря 2001, Тенгрела, Кот-д’Ивуар) — буркинийский и ивуарийский футболист, полузащитник клуба «Грассхоппер» и сборной Кот-д’Ивуара.

## Клубная карьера
Дьяррассуба начал футбольную карьеру в родном Кот-д’Ивуаре за «АСЕК Мимозас». Присоединился к «Санкт-Галлену» на правах аренды 24 апреля 2020 года. Дебютировал за клуб 30 января 2021 года в домашнем матче 17-го тура швейцарской Суперлиги с «Цюрихом», заменив во втором тайме Виктора Руиса (встреча окончилась со счётом 2:3 в пользу гостей). Первый гол за клуб забил 21 мая 2021 года в гостевом матче последнего, 36-го тура чемпионата с «Серветтом» (команда африканца победила со счётом 1:2). По истечении аренды клуб не стал продлевать её, и футболист вернулся в «АСЕК».

## Карьера в сборной
В 2019 году Дьяррассуба провёл три матча за молодёжную сборную Буркина-Фасо в рамках Кубка африканских наций 2019 (до 20 лет), не отметившись забитыми голами. 
В 2022 получил первый вызов в сборную Кот-д’Ивуара на Чемпионат африканских наций 2022. Дебютировал 14 января 2023 года в матче группового этапа против сборной Сенегала, заменив на 89-й минуте Пакома Зузуа. Впервые в стартовом составе вышел 18 января в игре группового этапа против сборной ДР Конго.